# Soar (Devon)
Soar – osada w Anglii, w hrabstwie Devon. Leży 4 km od miasta Salcombe. Soar jest wspomniana w Domesday Book (1086) jako Sure/Sura.